# Max Schirmer
Max Schirmer (* 1. November 1896 in Schwäbisch Gmünd; † 27. Juli 1984 in Ludwigsburg) war ein deutscher Ingenieur und langjähriger Aerodynamiker bei Luftschiffbau Zeppelin in Friedrichshafen.

## Leben
Max Schirmer wurde als Sohn eines Notars geboren und besuchte in seiner Geburtsstadt das Realgymnasium. Nach Erlangung des Reifezeugnisses erfolgte der Militärdienst im Ersten Weltkrieg. Nach einem neunmonatigen Praktikum bei den Schwäbischen Hüttenwerken in Wasseralfingen studierte Schirmer von Oktober 1919 bis Juli 1922 an der damaligen Technischen Hochschule Stuttgart Maschinenbau.
Als Diplomingenieur begann er seine Laufbahn bei der Maschinen- und Schiffbau GmbH in Manzell am Bodensee und wechselte nach einem Dreivierteljahr in die aerodynamische Versuchsabteilung der Luftschiffbau Zeppelin. Von seinem Vorgänger Wolfgang Klemperer übernahm er bereits im Oktober 1924 die Leitung der Abteilung, die er bis zum Kriegsende 1945 innehatte.
Von 1951 bis 1966 war Schirmer beim Filtersystemhersteller Mann+Hummel in Ludwigsburg auf dem Gebiet der Aeroakustik tätig.

## Wirken
In seinem Berufsleben führte Max Schirmer aerodynamische Untersuchungen an allen Zeppelinen seit dem „Reparations-Luftschiff“ LZ 126 durch, ebenso für Flugzeugkonstruktionen der Dornier-Werke bis hin zur Do X.
Die gewonnenen aerodynamischen Erkenntnisse brachte er bei der Gestaltung von Triebwagen- und Automobilkarosserien ein. So war er unter anderem an der Gestaltung des DR-877-Triebwagens „Fliegender Hamburger“ sowie bei der Gestaltung strömungsgünstiger Stromabnehmer für Elektrotriebwagen beteiligt. Schirmer entwickelte zudem zahlreiche Messgeräte zur Erfassung von Druck und Luftkräften, die sowohl im Windkanal wie auch am realen Objekt zum Einsatz kamen. Für wirklichkeitsgetreue Modellmessungen von Schienenfahrzeugen im Windkanal konstruierte er eine mit bis zu 150 km/h laufende Gleisfahrbahn.
Mit dem Thema „Aerodynamische Modellversuche an deutschen und ausländischen Luftschiff-Baumustern im Windkanal des Luftschiffbau Zeppelin in Friedrichshafen“ promovierte Max Schirmer 1942 an der TU Braunschweig. In den Jahren des Zweiten Weltkriegs war er neben der Entwicklung von Kriegsflugzeugen auch an Raketenversuchen der Heeresversuchsanstalt Peenemünde beteiligt.